# 中国法律援助基金会
中国法律援助基金会（英語：China Legal Aid Fundation）是中华人民共和国目前唯一一家致力于发展法律援助事业的全国性公募基金会，1997年在中华人民共和国民政部登记成立，受中华人民共和国司法部领导。现任理事会理事长为司法部原党组成员、副部长赵大程。    